# Edgar Ié
Edgar Miguel lé (Bissau, 1º maggio 1994) è un calciatore guineense con cittadinanza portoghese, difensore del Feirense e della nazionale guineense.

## Biografia
È il fratello gemello di Edelino Ié, centrocampista del Braga B e suo compagno di squadra nelle giovanili.

## Caratteristiche tecniche
Si tratta di un difensore centrale che può essere impiegato anche come terzino destro. Lo stesso giocatore si definisce «Veloce e aggressivo.».

## Carriera

### Club

#### Barcellona
Nel 2012 viene acquistato dal Barcellona, insieme al suo amico e compagno di squadra Agostinho Cá, mentre giocava nelle giovanili dello Sporting Lisbona. I due vengono inseriti nella rosa del Barcellona B. L'esordio con la maglia Blaugrana arriva l'8 dicembre 2012 nel pareggio per 1-1, in Segunda División, contro l'Elche. Conclude la prima stagione da professionista con 6 presenze. La seconda stagione nel Barcellona B inizia il 17 agosto 2013 nella sconfitta di campionato per 2-1 contro il Mirandés, Ié gioca fino al minuto 82, minuto in cui viene sostituito da Frank Bagnack.
Il 3 dicembre 2014 fa il suo esordio con la maglia del Barcellona, subentrando a Jérémy Mathieu, in occasione dei sedicesimi di finale di Coppa del Re contro l'Huesca. Il 30 maggio successivo, pur non scendendo in campo, vince la sua prima Coppa del Re, grazie alla vittoria dei blaugrana sull'Athletic Bilbao, sconfitto 3-1 in finale.

#### Villarreal
Il 27 agosto 2015 decide di rescindere il contratto che lo legava al club catalano per firmarne uno nuovo con il Villarreal venendo aggregato alla seconda squadra. La prima presenza arriva il 27 settembre successivo in occasione della vittoria casalinga, per 2-0, contro il Llosetense.
Rimane nel club di Vila-real per una stagione e mezza, andando a totalizzare 31 presenze, prima di decidere di rescindere il proprio contratto.

#### Belenenses
A gennaio 2017 torna in patria per vestire la maglia del Belenenses con il quale firma un contratto valido fino al 2020. L'esordio arriva il 27 gennaio in occasione della trasferta vinta, per 0-1, contro il Boavista. Conclude la sua prima stagione con la maglia del Belenenses con un bottino di 12 presenze.

#### Lilla e il prestito al Nantes
Il 5 luglio 2017 viene acquistato dal club francese del Lilla con cui firma un contratto valido fino al 2022. L'esordio arriva il 6 agosto successivo in occasione della partita casalinga vinta, per 3-0, contro il Nantes. Il 28 gennaio 2018 mette a segno il suo primo gol in carriera in occasione della vittoria interna, per 2-1, contro lo Strasburgo. Conclude la stagione con un bottino di 36 presenze e 1 rete. Il 30 gennaio 2019 viene mandato in prestito al Nantes, rimanendo in Ligue 1.

#### Trabzonspor e il prestito al Feyenoord
Il 6 agosto 2019 viene acquistato dai turchi del Trabzonspor che lo prestano al Feyenoord la settimana successiva.

### Nazionale
Nel 2012 viene selezionato nella Selezione portoghese Under-19 per partecipare al Campionato europeo di calcio Under-19 2012 in Estonia, non potendo partecipare per un infortunio.
Nel 2013 partecipa al Campionato mondiale di calcio Under-20 2013 in Turchia e al Campionato europeo di calcio Under-19 2013 in Lituania. Nel Mondiale, Ié scende in campo in 3 partite andando a segno nell'ottavo di finale contro il Ghana, firmando il momentaneo 2-1 ma la partita si concluderà con la vittoria della Selezione ghanese per 3-2. Nell'Europeo gioca tutte le partite che la sua nazionale disputa ma il Portogallo viene eliminato dalla Serbia in semifinale.
Viene convocato per le Olimpiadi 2016 in Brasile dove disputa quattro partite venendo eliminato dalla Germania ai quarti di finale.
Nel giugno del 2017 viene convocato per partecipare al campionato europeo Under-21 2017 in Polonia dove disputa tre partite mettendo a segno anche una rete però venendo eliminato alla fase a gironi.
Il 10 novembre 2017, in occasione dell'amichevole vinta, per 3-0, contro l'Arabia Saudita, disputa la sua prima partita con la maglia della nazionale maggiore.

## Statistiche

### Presenze e reti nei club
Statistiche aggiornate al 2 aprile 2024.
| Stagione                   | Squadra                    | Campionato                 | Campionato | Campionato | Coppe nazionali | Coppe nazionali | Coppe nazionali | Coppe continentali | Coppe continentali | Coppe continentali | Altre coppe | Altre coppe | Altre coppe | Totale | Totale |
| Stagione                   | Squadra                    | Comp                       | Pres       | Reti       | Comp            | Pres            | Reti            | Comp               | Pres               | Reti               | Comp        | Pres        | Reti        | Pres   | Reti   |
| -------------------------- | -------------------------- | -------------------------- | ---------- | ---------- | --------------- | --------------- | --------------- | ------------------ | ------------------ | ------------------ | ----------- | ----------- | ----------- | ------ | ------ |
| 2012-2013                  | Barcellona B               | SD                         | 6          | 0          | -               | -               | -               | -                  | -                  | -                  | -           | -           | -           | 6      | 0      |
| 2013-2014                  | Barcellona B               | SD                         | 13         | 0          | -               | -               | -               | -                  | -                  | -                  | -           | -           | -           | 13     | 0      |
| 2014-2015                  | Barcellona B               | SD                         | 29         | 0          | -               | -               | -               | -                  | -                  | -                  | -           | -           | -           | 29     | 0      |
| Totale Barcellona B        | Totale Barcellona B        | Totale Barcellona B        | 48         | 0          |                 | -               | -               |                    | -                  | -                  |             | -           | -           | 48     | 0      |
| 2014-2015                  | Barcellona                 | PD                         | 0          | 0          | CR              | 1               | 0               | UCL                | 0                  | 0                  | -           | -           | -           | 1      | 0      |
| 2015-2016                  | Villarreal B               | SDB                        | 15+2       | 0          | -               | -               | -               | -                  | -                  | -                  | -           | -           | -           | 17     | 0      |
| 2016-gen. 2017             | Villarreal B               | SDB                        | 14         | 0          | -               | -               | -               | -                  | -                  | -                  | -           | -           | -           | 14     | 0      |
| Totale Villarreal B        | Totale Villarreal B        | Totale Villarreal B        | 29+2       | 0          |                 | -               | -               |                    | -                  | -                  |             | -           | -           | 31     | 0      |
| gen.-giu. 2017             | Belenenses                 | PL                         | 12         | 0          | CP+CdL          | 0               | 0               | -                  | -                  | -                  | -           | -           | -           | 12     | 0      |
| 2017-2018                  | Lilla                      | L1                         | 35         | 1          | CF+CdL          | 0+2             | 0               | -                  | -                  | -                  | -           | -           | -           | 37     | 1      |
| 2018-gen. 2019             | Lilla                      | L1                         | 7          | 0          | CF+CdL          | 2+1             | 0               | -                  | -                  | -                  | -           | -           | -           | 10     | 0      |
| Totale Lilla               | Totale Lilla               | Totale Lilla               | 42         | 1          |                 | 5               | 0               |                    | -                  | -                  |             | -           | -           | 47     | 1      |
| gen.-giu. 2019             | Nantes                     | L1                         | 9          | 0          | CF              | 2               | 0               | -                  | -                  | -                  | -           | -           | -           | 11     | 0      |
| 2019-2020                  | Feyenoord                  | E                          | 11         | 0          | CF              | 2               | 0               | UEL                | 6                  | 0                  | -           | -           | -           | 19     | 0      |
| 2020-2021                  | Trabzonspor                | SL                         | 38         | 2          | CT              | 1               | 0               | -                  | -                  | -                  | ST          | 1           | 0           | 40     | 2      |
| 2021-gen. 2022             | Trabzonspor                | SL                         | 17         | 0          | CT              | 0               | 0               | UECL               | 4                  | 1                  | -           | -           | -           | 21     | 1      |
| Totale Trabzonspor         | Totale Trabzonspor         | Totale Trabzonspor         | 55         | 2          |                 | 1               | 0               |                    | 4                  | 1                  |             | 1           | 0           | 61     | 3      |
| gen.-giu. 2023             | İstanbul Başakşehir        | SL                         | 3          | 0          | CT              | 1               | 0               | UECL               | 1                  | 0                  | -           | -           | -           | 5      | 0      |
| 2023-feb. 2024             | İstanbul Başakşehir        | SL                         | 2          | 0          | CT              | 1               | 0               | -                  | -                  | -                  | -           | -           | -           | 3      | 0      |
| Totale İstanbul Başakşehir | Totale İstanbul Başakşehir | Totale İstanbul Başakşehir | 5          | 0          |                 | 2               | 0               |                    | 1                  | 0                  |             | -           | -           | 8      | 0      |
| feb.-giu. 2024             | Dinamo Bucarest            | Liga I                     | 5          | 0          | CR              | 0               | 0               | -                  | -                  | -                  | -           | -           | -           | 5      | 0      |
| Totale carriera            | Totale carriera            | Totale carriera            | 218        | 3          |                 | 13              | 0               |                    | 11                 | 1                  |             | 1           | 0           | 243    | 4      |

### Cronologia presenze e reti in nazionale
| Cronologia completa delle presenze e delle reti in nazionale ― Guinea-Bissau | Cronologia completa delle presenze e delle reti in nazionale ― Guinea-Bissau | Cronologia completa delle presenze e delle reti in nazionale ― Guinea-Bissau | Cronologia completa delle presenze e delle reti in nazionale ― Guinea-Bissau | Cronologia completa delle presenze e delle reti in nazionale ― Guinea-Bissau | Cronologia completa delle presenze e delle reti in nazionale ― Guinea-Bissau | Cronologia completa delle presenze e delle reti in nazionale ― Guinea-Bissau | Cronologia completa delle presenze e delle reti in nazionale ― Guinea-Bissau |
| Data                                                                         | Città                                                                        | In casa                                                                      | Risultato                                                                    | Ospiti                                                                       | Competizione                                                                 | Reti                                                                         | Note                                                                         |
| ---------------------------------------------------------------------------- | ---------------------------------------------------------------------------- | ---------------------------------------------------------------------------- | ---------------------------------------------------------------------------- | ---------------------------------------------------------------------------- | ---------------------------------------------------------------------------- | ---------------------------------------------------------------------------- | ---------------------------------------------------------------------------- |
| 14-6-2023                                                                    | Bissau                                                                       | São Tomé e Príncipe                                                          | 0 – 1                                                                        | Guinea-Bissau                                                                | Qual. Coppa d'Africa 2023                                                    | -                                                                            | 90+3’                                                                        |
| 6-1-2024                                                                     | Bamako                                                                       | Mali                                                                         | 6 – 2                                                                        | Guinea-Bissau                                                                | Amichevole                                                                   | -                                                                            | 79’                                                                          |
| 22-1-2024                                                                    | Abidjan                                                                      | Guinea-Bissau                                                                | 0 – 1                                                                        | Nigeria                                                                      | Coppa d'Africa 2023 - 1º turno                                               | -                                                                            |                                                                              |
| 22-3-2024                                                                    | Tétouan                                                                      | Sudan                                                                        | 1 – 0                                                                        | Guinea-Bissau                                                                | Amichevole                                                                   | -                                                                            | 88’                                                                          |
| 25-3-2024                                                                    | Tétouan                                                                      | Sudan                                                                        | 1 – 2                                                                        | Guinea-Bissau                                                                | Amichevole                                                                   | -                                                                            | 84’                                                                          |
| Totale                                                                       |                                                                              | Presenze                                                                     | 5                                                                            |                                                                              | Reti                                                                         | 0                                                                            |                                                                              |

| Cronologia completa delle presenze e delle reti in nazionale ― Portogallo | Cronologia completa delle presenze e delle reti in nazionale ― Portogallo | Cronologia completa delle presenze e delle reti in nazionale ― Portogallo | Cronologia completa delle presenze e delle reti in nazionale ― Portogallo | Cronologia completa delle presenze e delle reti in nazionale ― Portogallo | Cronologia completa delle presenze e delle reti in nazionale ― Portogallo | Cronologia completa delle presenze e delle reti in nazionale ― Portogallo | Cronologia completa delle presenze e delle reti in nazionale ― Portogallo |
| Data                                                                      | Città                                                                     | In casa                                                                   | Risultato                                                                 | Ospiti                                                                    | Competizione                                                              | Reti                                                                      | Note                                                                      |
| ------------------------------------------------------------------------- | ------------------------------------------------------------------------- | ------------------------------------------------------------------------- | ------------------------------------------------------------------------- | ------------------------------------------------------------------------- | ------------------------------------------------------------------------- | ------------------------------------------------------------------------- | ------------------------------------------------------------------------- |
| 10-11-2017                                                                | Viseu                                                                     | Portogallo                                                                | 3 – 0                                                                     | Arabia Saudita                                                            | Amichevole                                                                | -                                                                         | 56’                                                                       |
| Totale                                                                    |                                                                           | Presenze                                                                  | 1                                                                         |                                                                           | Reti                                                                      | 0                                                                         |                                                                           |

## Palmarès

### Club

#### Competizioni giovanili
- Campionato giovanile portoghese: 1

Sporting Lisbona: 2011-2012

#### Competizioni nazionali
- Coppa di Spagna: 1

Barcellona: 2014-2015
- Supercoppa di Turchia: 1

Trabzonspor: 2020
- Campionato turco: 1

Trazbonspor: 2021-2022